# تاکو ایشیکاوا
تاکو ایشیکاوا (انگلیسی: Taeko Ishikawa؛ زادهٔ ۱۴ اکتبر ۱۹۷۵) بازیکن سافت‌بال اهل ژاپن است. او در المپیک 2000 مدال نقره گرفت.